# Nesperennub
Nesperennub (* um 850 v. Chr.; † um 800 v. Chr.) war ein Hoherpriester im Tempel zu Karnak, der durch die Erforschung seiner Mumie Berühmtheit erlangte. Man weiß, dass Nesperennub große Ländereien besaß und Berater des Pharaos war. Sein Vater war auch Priester. Nesperennub war verheiratet und starb etwa 800 vor Christus im Alter von ungefähr 50 Jahren, möglicherweise an einem Gehirntumor, der sich hinter seiner Stirn befand. Er wurde mumifiziert und am Westufer des Nils im Tal der Könige bestattet, von wo aus seine Mumie verpackt von einem Ort zum anderen verschifft wurde.

## Untersuchung der Mumie
Seit 1899 befindet sich die Mumie im British Museum in London (Inventarnummer EA30720), wo sie lange Zeit verpackt und unversehrt blieb. Schließlich wurde sie im Nationalen Krankenhaus für Neurologie und Neurochirurgie in den Computertomografen gelegt, wo ihr Innerstes mit Hilfe moderner CT-Computer-Technik eingesehen wurde, ohne sie auch nur im Geringsten zu beschädigen. Er war die erste Mumie, die vollständig digital erfasst wurde. Amulette, Beigaben, aber auch Verletzungen wurden auf dem Computer sichtbar.
Es existieren nun 3D-Aufnahmen von jedem Winkel seines Körpers. Im British Museum wurde aus diversen Filmaufnahmen ein Film über die Heimat Nesperennubs, Computeranimationen von Ägypten zu seiner Zeit, Gesichtsrekonstruktionen und kleinste Details zu seiner Mumifizierung und 3D-Animationen durch Nesperennubs Körper und anderes mehr für Besucher des Museums produziert, der von Sir Ian McKellen synchronisiert wurde und unzählige Besucher anzog. Die Sonderausstellung hieß Mummy: The Inside Story.